# Linia kolejowa Schweinfurt – Meiningen
Linia kolejowa Schweinfurt – Meiningen – ważna jednotorowa i niezelektryfikowana linia kolejowa w kraju związkowym Turyngia i Bawaria, w Niemczech. Łączy miejscowości Meiningen i Schweinfurt.